# Mark Farrell
Cet article concerne un acteur canadien. Pour le joueur de tennis britannique, voir Mark Farrell (tennis).
Pour les articles homonymes, voir Farrell.
Mark Farrell (né en 1968 à Halifax, en Nouvelle-Écosse, Canada) est un scénariste, acteur, producteur et réalisateur canadien.

## Filmographie

### Comme scénariste

#### Télévision
- 1992 : This Hour Has 22 Minutes (série télévisée)
- 1998 : This Hour Has 22 Minutes: New Year's Eve Special
- 2001 : Talking to Americans
- 2002 : Cathy Jones Gets a Special
- 2003 : This Hour Has 22 Minutes: New Year's Eve Special

### Comme acteur

#### Télévision
- 1995 : Married Life (série télévisée) : Writer
- 1996 : The Newsroom (série télévisée) : Mark

#### Cinéma
- 1999 : La neige tombait sur les cèdres (Snow Falling on Cedars) : Fisherman

### Comme producteur

#### Télévision
- 1992 : This Hour Has 22 Minutes (série télévisée)

### Comme réalisateur

#### Télévision
- 2004 : Corner Gas (série télévisée)